# ザ・キャッチャー・ワズ・ア・スパイ
『ザ・キャッチャー・ワズ・ア・スパイ』（The Catcher Was a Spy）は、ニコラス・ダウィドフの書籍『「大リーガー」はスパイだった モー・バーグの謎の生涯』を原作とし、ベン・リューインが監督、ロバート・ロダットが脚本を務めた2018年のアメリカ合衆国の伝記・スパイ映画である。野球選手であり、第二次世界大戦にも参加し、東京大空襲への情報提供など、スパイとして米国政府に貢献したモー・バーグをポール・ラッドが演じる。2018年1月にサンダンス映画祭でプレミア上映され、同年6月22日よりIFCフィルムズ配給で一般公開される。

## あらすじ
15年に及ぶプロ野球経験を持つモー・バーグは、CIAやその前身の戦略諜報局（OSS）の工作員として活動していたスパイでもあり、第二次世界大戦下に原爆開発競争でアメリカをドイツに勝利させるための行動を開始する。

## キャスト
- モー・バーグ - ポール・ラッド
- ヴェルナー・ハイゼンベルク - マーク・ストロング
- エステラ・ヒューニ - シエナ・ミラー
- ビル・ドノバン - ジェフ・ダニエルズ
- パウル・シェラー - トム・ウィルキンソン
- エドアルド・アマルディ - ジャンカルロ・ジャンニーニ
- カワバタ - 真田広之
- ロバート・ファーマン（英語版） - ガイ・ピアース
- サミュエル・ゴーズミット - ポール・ジアマッティ
- コランダ - コニー・ニールセン
- ジョー・クローニン - シェー・ウィガム
- ジョン・キーラン - ウィリアム・ホープ
- レフティ・グローブ - ジョン・シュワブ（英語版）
- マルティニッツィ - ピエルフランチェスコ・ファヴィーノ
- ルー・ゲーリッグ - ジェームズ・マクヴァン

## 製作
2016年4月26日、ベン・リューインが監督に就任し、ロバート・ロダットが書籍を脚本化し、ポール・ラッドがモー・バーグを演じることが発表された。製作はパルムスター・メディアが行う
2017年2月、ガイ・ピアース、ジェフ・ダニエルズ、ポール・ジアマッティ、シエナ・ミラー、ジャンカルロ・ジャンニーニがキャストに加わり、2月13日より撮影が始まった。撮影はプラハとボストンで行われた。3月には真田広之がキャストに追加され、さらに4月にはトム・ウィルキンソン、コニー・ニールセン、シェー・ウィガムが加わった。

## 公開
ワールドプレミアは当初は2017年9月のトロント国際映画祭が予定されていたが、ポストプロダクションの遅れにより断念された。その後2018年1月にサンダンス映画祭でプレミア上映された。IFCフィルムズが配給権を獲得し、2018年6月22日封切を決定した。

## 批評家の反応
レビュー・アグリゲーターのRotten Tomatoesでは14件のレビューで支持率は50%、平均点は5.1/10となっている。